# 澧水
澧水（れいすい、Li River、簡体字: 澧水、拼音: Lǐ shǔi）は、中華人民共和国湖南省北西部を流れる大きな川で、洞庭湖に注ぐ長江右岸の支流。湖南省の四大河川（湘江、沅江、資江、澧水）の一つ。
渭水の支流で、周の都鎬京跡の西を流れる灃水（ほうすい、豐水とも）とは字体が似ているが、字も別であり別の川である。

## 流路
澧水の上流には、南、中、北の三つの源流がある。北の源流が本流であり、湖南省桑植県の杉木界に発する。中の源流は同じく桑植県の八大公山の東麓に発する。南の源流は湖南省永順県の龍家寨に発する。三つの川は桑植県南岔で合流後、東へ流れる。途中で漊水、渫水、道水、涔水などの支流を合わせ、津市市の小渡口で洞庭湖に注いでいる。流域の市には永定区、吉首市、澧県、鼎城区、津市市などがある。
全長は388キロメートル、流域面積は18,496平方キロメートル（うち湖南省内は15,505平方キロメートル、流域の一部は湖北省にある）。年平均流量は131.2億立方メートル。

### 主な支流
- 涔水
- 道水（別名・「牛浪河」）
- 漊水（古名・「九渓河」）
- 澹水
- 緑水河
- 上洞河（澧水の南源にあたる）
- 渫水（旧名・「鉄水河」）